# Alain Berliner
Alain Berliner (ur. 21 lutego 1963 w Brukseli) – belgijski reżyser, scenarzysta i producent filmowy, pracujący również dla telewizji. 

## Życiorys
Jego pełnometrażowy debiut fabularny, Różowe lata (1997), opowiadał o siedmioletnim chłopcu, który postrzega siebie jako dziewczynkę, co wzbudza postrach wśród lokalnej społeczności. Obraz wyprzedził swój czas, odniósł oszałamiający sukces i zdobył wiele prestiżowych nagród, takich jak m.in. Kryształowy Globus na MFF w Karlowych Warach, Europejska Nagroda Filmowa dla najlepszego scenarzysty czy Złoty Glob za najlepszy film nieanglojęzyczny.
Kolejne projekty filmowe Berlinera nie spotkały się już z tak życzliwym przyjęciem; pracował też coraz częściej dla telewizji. Nakręcił takie tytuły jak: Wyśniona namiętność (2000) z Demi Moore w roli głównej, Naznaczony tańcem (2007), Jaszczur (2010) czy Śmierć w wilczej skórze (2017).
Berliner uczy scenariopisarstwa i reżyserii w szkole filmowej INSAS w Brukseli.